# Liseron Boudoul
Liseron Boudoul est une journaliste, grand reporter et écrivaine française, née le  23 octobre 1963 à Saint-Étienne (Loire),.
Ayant travaillé entre autres pour la chaîne TF1, elle reçoit le prix Grand Reporter pour l'ensemble de son travail, en 2017, en tant que correspondante et journaliste en temps de guerre, récompensant entre autres sa couverture de la bataille de Mossoul et de la chute de Raqqa.
Avec Anne Barrier, Anne-Claire Coudray et Marine Jacquemin, elle publie Elles risquent leur vie, cinq femmes reporters de guerre témoignent en 2019, aux Éditions Tallandier.
En août 2021, elle est la première journaliste française à entrer à Kaboul, après la reprise du pouvoir des Talibans, à la suite de l'offensive des talibans de 2021.

## Biographie

### Formation
Liseron Boudoul naît le 23 octobre 1963 à Saint-Étienne (Loire). Son père est auvergnat et sa mère, polonaise. Une partie de sa famille est originaire de Haute-Loire et y réside.
Jeune, elle étudie à Sciences Po Lyon.

### Carrière dans le journalisme
Passionnée de politique et de journalisme, elle débute à France Inter et RFI, puis fait ses débuts à la télévision sur la chaine LCI,, avec Anne Sinclair.
En 2004, elle est ensuite engagée au service des informations générales de TF1. Elle couvre le tsunami, ainsi que les émeutes dans les banlieues françaises en 2005.  
En 2011, c’est à la suite du début du Printemps arabe qu'elle trouve sa vocation de grande reportrice, enchaînant les reportages en Palestine, au Mali, en Syrie et en Libye,,. Elle couvre les principaux événements de la décennie 2010, avec les conflits en Syrie, particulièrement la bataille de Mossoul et la chute de Raqqa. 

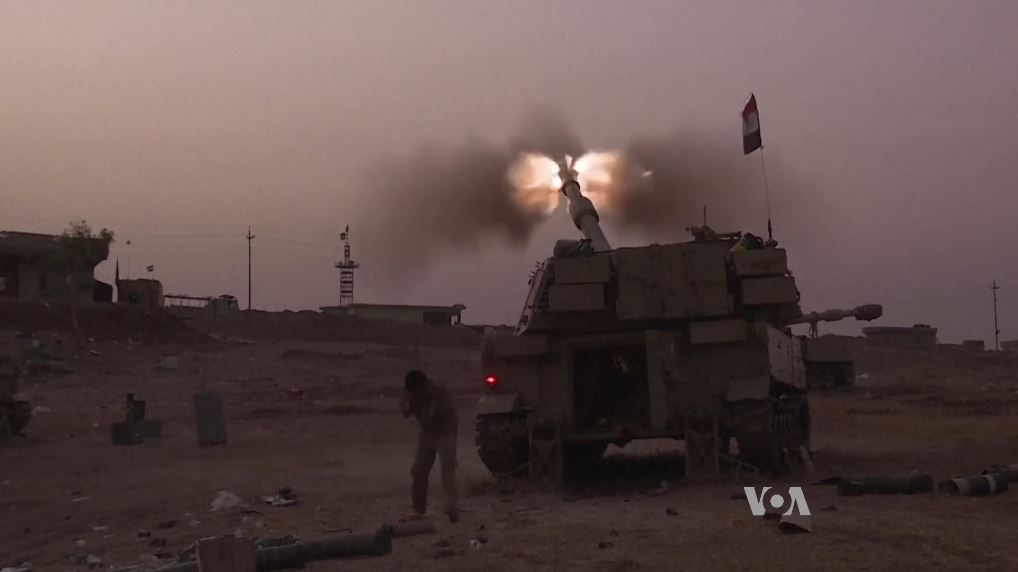
Artillerie irakienne à Mossoul en 2016.

Envoyée pour sa première mission à l'étranger en Irak, en 2012, elle fait ses preuves de journaliste en temps de guerre. Durant son séjour sur place, la maison où elle se trouve est touchée par une bombe,. La même année, pour des raisons de sécurité, elle est expulsée du Mali par la police et son histoire est relayée par la presse.
En 2014, elle se rend à Gaza couvrir l'actualité.

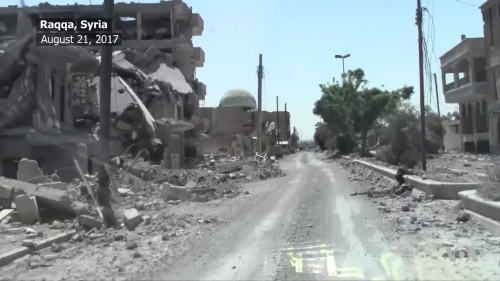
Destruction de Raqqa en 2017.

En 2017, elle obtient le Prix Grand Reporter, pour l’ensemble de son travail ; en particulier à sa couverture de la bataille de Mossoul et la chute de Raqqa,. Le prix lui est remis en 2018, durant la 23e cérémonie des Lauriers de la radio et de la télévision. Croyante, elle indique prier lorsqu'elle est confrontée au danger,.
En 2020, alors qu'elle couvre la guerre au Haut-Karabagh, elle est violemment prise à partie sur les réseaux sociaux par des membres de la communauté arménienne de France, en raison de la tonalité jugée partisane d'un de ses reportages.
En 2021, elle couvre les conséquences de l'offensive des talibans de 2021, en Afghanistan. En août, elle est l'une des premières journalistes, aux côtés de son cadreur Romain Reverdy, à entrer dans Kaboul, après la prise de pouvoir des Talibans,,.
Début février 2022, elle se rend dans le Donbass et s'y trouve au moment où débute l'invasion de l'Ukraine par la Russie. Pendant trois mois elle reste dans le Donbass pro-russe et séjourne également un mois en Russie. Elle réalise des reportages pour TF1 et LCI. Elle collabore sur place avec Erwan Castel, mercenaire breton engagé depuis 2015 au côté des séparatistes prorusses, et Charles d'Anjou, homme d'affaires pro-russe et patron du média Omerta, avec lequel elle signe le livre Marioupol : sur les routes de l'enfer. Placée par l’Ukraine sur sa liste noire, son travail est soupçonné de complaisance à l'égard de Moscou. Elle s'en défend en avançant que la presse doit rendre compte de tous les points de vue,.

## Distinction
- 2017 : Prix Grand Reporter

## Décoration
Le 13 juillet 2023, Liseron Boudoul est nommée au grade de chevalier dans l'ordre national de la Légion d'honneur.

## Publications
- Marine Jacquemin, Patricia Allémonière, Anne Barrier, Liseron Boudoul et Anne-Claire Coudray, Elles risquent leur vie : Cinq femmes reporters de guerre témoignent, Éditions Tallandier, janvier 2019, 183 p. (ISBN 979-10-210-3367-2)
- Liseron Boudoul et Charles d'Anjou, Marioupol, sur les routes de la guerre, Éditions de l'Observatoire, juillet 2022, 170 p. (ISBN 979-10-329-2660-4)

## Pour approfondir